# Dobré ráno, Brno!
Dobré ráno, Brno! je komediální televizní seriál režiséra Jana Prušinovského, který se rovněž s Tomášem Holečkem podílel na scénáři. Prušinovský se inspiroval pořadem České televize Dobré ráno a v seriálu zveličuje a paroduje jeho zaměstnance i zákulisí vzniku pořadu; scénář k sérii napsal na základě vlastního zážitku, když byl sám hostem ve vysílání Dobrého rána v brněnském studiu. Hlavní role v seriálu ztvárnili Jan Kolařík, Zuzana Zlatohlávková, Ondřej Kokorský, Simona Lewandowská, Roman Slovák, Tereza Volánková, Ivana Hloužková a Nikola Mucha.
Seriál byl poprvé uveden v září 2022 na brněnském festivalu Serial Killer. První díl seriálu měl televizní premiéru na ČT1 dne 9. ledna 2023, Česká televize jej však v předstihu zveřejnila na iVysílání dne 31. prosince 2022; poslední díl osmidílného seriálu se vysílal v premiéře dne 27. února 2023.
Dne 5. března 2023 režisér Jan Prušinovský v pořadu České televize Interview ČT24 oznámil, že 2. řada seriálu se začne natáčet v dubnu 2023 a v září 2023 by měla být hotová. Druhá řada měla premiéru na obrazovkách 8. ledna 2024.

## Obsazení

### Hlavní a vedlejší role
| Jan Kolařík           | režisér Mirek Kurš                            |
| Zuzana Zlatohlávková  | moderátorka Radka Vrbíková                    |
| Simona Lewandowska    | rosnička Andrea Baďurová (později: Šemberová) |
| Ondřej Kokorský       | moderátor Cyril Lomný                         |
| Ivana Hloužková       | maskérka Dáda Kopáčová (1. řada)              |
| Nikola Mucha          | kostymérka Pája Dohnalová                     |
| Růžena Dvořáková      | maskérka Bohunka Slívová (od 2. řady)         |
| Tereza Volánková      | asistentka režie Alžběta Vlasová              |
| Roman Slovák          | bezdomovec Luboš Havlíček                     |
| Slávek Bílský         | kuchař Slávek                                 |
| Václav Marhold        | střihač Jirka                                 |
| Roman Nevěčný         | grafik Horst Znamenáček                       |
| Josef Hron            | taxikář Milan                                 |
| Vladimír Hauser       | kameraman Marek                               |
| Pavel Čeněk Vaculík   | zvukař Mikuláš                                |
| Mark Kristián Hochman | zvukař Lukáš                                  |
| Vojtěch Hrabák        | dramaturg Vít Šmarda                          |
| Kamila Valůšková      | produkční Vlasta Ticháčková                   |
| Dušan Hřebíček        | Ivo Plíhal, ředitel ČT Brno                   |
| Přemysl Bureš         | Bohumil Švec, ředitel ČT Ostrava              |
| Jan Jankovský         | Hynek Vrbík, manžel Radky                     |
| Jakub Barták          | Kristián Vrbík, syn Radky                     |
| Veronika Bartáková    | Ester Vrbíková, dcera Radky                   |
| Beáta Hrnčiříková     | Johana Kuršová, dcera Mirka                   |
| Milan Němec           | Broňa Březina, nevlastní otec Cyrila          |
| Naďa Kovářová         | Živana Lomná, matka Cyrila                    |
| Sylvie Krupanská      | loutkoherečka Jitka                           |

### Hostující role

#### První řada
| Jiří Pavlica           | Jiří Pavlica (1. díl)                           |
| Miroslav Babuský       | Václav Koplíček (1. díl)                        |
| Robert Sedláček        | Robert Sedláček (2. díl)                        |
| Michal Isteník         | Michal Isteník (2. díl)                         |
| Jaroslav Pížl          | vedoucí vývoje (2. a 8. díl)                    |
| Jakub Uličník          | Milan Šembera, manžel Andrey a vedoucí programu |
| Barbora Trojanová      | Miriam Strnadová (2. díl)                       |
| Eva Jedličková         | herečka (2. díl)                                |
| Jiří Ressler           | herec (2. díl)                                  |
| Jiří Hejcman           | šéf techniky (2. díl)                           |
| Daniela Hirsh          | asistentka (2. díl)                             |
| Martin Evžen Kyšperský | proktolog (3. díl)                              |
| Jiří Lábus             | Jiří Lábus (3. díl)                             |
| Ota Jirák              | Ota Jirák (3. díl)                              |
| Halina Pawlowská       | Halina Pawlowská (3. díl)                       |
| Patrik Hartl           | Patrik Hartl (4. díl)                           |
| Ladislav Křížek        | Ladislav Křížek (4. díl)                        |
| Matúš Bukovčan         | manažer Rokos (4. díl)                          |
| Dominik Teleky         | policista (4. a 8. díl)                         |
| Robin Kvapil           | stalker (4. díl)                                |
| Josef Kaluža           | Marzenowski (5. díl)                            |
| Břetislav Rychlík      | Břetislav Rychlík (5. díl)                      |
| Jiří Surůvka           | Jiří Surůvka (5. díl)                           |
| Roman Petrenko         | Roman Petrenko (6. díl)                         |
| Marie Ludvíková        | řidička Jeřábková (6. díl)                      |
| Barbora Kubátová       | produkční (6. díl)                              |
| Jan Strejcovský        | grafik (6. díl)                                 |
| Jan Fronc              | pomocný režisér (6. díl)                        |
| Miroslav Kumhala       | bezdomovec (7. díl)                             |
| Matěj Záhořík          | bezdomovec (7. díl)                             |
| Renata Machačová       | Libuška (7. díl)                                |
| Barbora Háková Žítková | reportérka (7. díl)                             |
| Jiří Bábek             | Karel Kohout (8. díl)                           |
| Simona Peková          | JUDr. Snopková (8. díl)                         |
| Zdeněk Velen           | člen komise (8. díl)                            |
| Aneta Beránková        | reportérka (8. díl)                             |
| Tereza Řezníčková      | reportérka (8. díl)                             |
| Petr Koblovslý         | bezdomovec (8. díl)                             |
| Miroslav Kumhala       | bezdomovec (8. díl)                             |
| Petr Hanák             | policista (8. díl)                              |

#### Druhá řada
| Václav Marhoul             | Václav Marhoul (1. díl) |
| Zdeněk Junák               | Zdeněk Junák (1. díl)   |
| Michal Sýkora (spisovatel) | Michal Sýkora (1. díl)  |

## Seznam dílů

### První řada (2023)
| Č. v seriálu | Č. v řadě | Režie           | Scénář                          | Závěrečná píseň                              | Datum premiéry | Sledovanost (15+) |
| ------------ | --------- | --------------- | ------------------------------- | -------------------------------------------- | -------------- | ----------------- |
| 1            | 1         | Jan Prušinovský | Jan Prušinovský                 | Žalman & spol. – Rána v trávě                | 9. ledna 2023  | 449 000           |
| 2            | 2         | Jan Prušinovský | Jan Prušinovský                 | Wham! – Wake Me Up Before You Go-Go          | 16. ledna 2023 | 507 000           |
| 3            | 3         | Jan Prušinovský | Jan Prušinovský                 | Hana a Petr Ulrychovi – Javory               | 23. ledna 2023 | 422 000           |
| 4            | 4         | Jan Prušinovský | Jan Prušinovský                 | Damiens – Stýská se mi                       | 30. ledna 2023 | 440 000           |
| 5            | 5         | Jan Prušinovský | Tomáš Holeček a Jan Prušinovský | The Delmore Brothers – Blues Away From Me    | 6. února 2023  | 397 000           |
| 6            | 6         | Jan Prušinovský | Jan Prušinovský                 | Karel Plíhal – Mám príma den                 | 13. února 2023 | 363 000           |
| 7            | 7         | Jan Prušinovský | Jan Prušinovský a Tomáš Holeček | Mirek Hoffmann & Greenhorns – Čekání na vlak | 20. února 2023 | 373 000           |
| 8            | 8         | Jan Prušinovský | Jan Prušinovský                 | Iva Bittová – Zabili, zabili                 | 27. února 2023 | 413 000           |

### Druhá řada (2024)
| Č. v seriálu | Č. v řadě | Režie           | Scénář                          | Závěrečná píseň                                                                | Datum premiéry | Sledovanost (15+) |
| ------------ | --------- | --------------- | ------------------------------- | ------------------------------------------------------------------------------ | -------------- | ----------------- |
| 9            | 1         | Jan Prušinovský | Jan Prušinovský a Tomáš Holeček | Karel Hála – Točí se svět Čokovoko – Brno                                      | 8. ledna 2024  | 520 000           |
| 10           | 2         | Jan Prušinovský | Jan Prušinovský a Tomáš Holeček | Elton John – I'm Still Standing Nikola Mucha – LOVE&HATE BRNO                  | 15. ledna 2024 | 557 000           |
| 11           | 3         | Jan Prušinovský | Jan Prušinovský a Tomáš Holeček | Yvonne Přenosilová – Tak prázdná Čokovoko – Brno                               | 22. ledna 2024 | 569 000           |
| 12           | 4         | Jan Prušinovský | Jan Prušinovský a Tomáš Holeček | Olympic – Snad jsem to zavinil já V.T.Marvin – Brno                            | 29. ledna 2024 | 490 000           |
| 13           | 5         | Jan Prušinovský | Jan Prušinovský a Tomáš Holeček | Roy Orbison – Working For The Man Ivan Mládek & Banjo Band – Brno je zlatá loď | 5. února 2024  | 434 000           |
| 14           | 6         | Jan Prušinovský | Jan Prušinovský a Tomáš Holeček | Josef Zíma – Dva modré balónky                                                 | 12. února 2024 | 463 000           |
| 15           | 7         | Jan Prušinovský | Jan Prušinovský a Tomáš Holeček | The Marcels – Heartaches BomBarďák – Brno                                      | 19. února 2024 | 449 000           |
| 16           | 8         | Jan Prušinovský | Jan Prušinovský a Tomáš Holeček | Mňága a Žďorp – Nejlíp jim bylo Nikola Mucha – LOVE&HATE BRNO                  | 26. února 2024 | 467 000           |

## Recenze

### Druhá řada
- Hana Trojánková Biriczová, Kompot[23]